# Khami
Khami fu una città dell'Africa meridionale, situata in quello che al giorno d'oggi è lo Zimbabwe centro-occidentale. È posizionata 22 km ad ovest di Bulawayo, capitale della provincia di Matabeleland North. Le sue rovine sono un monumento nazionale dello Zimbabwe. Khami è stata anche inserita dall'UNESCO tra i Patrimoni dell'umanità nel 1986.

## Storia
Khami fu la capitale della dinastia Torwa dal 1450 al 1683. In quell'anno venne saccheggiata da Changamire Dombo e dalla sua armata di ribelli provenienti dallo Stato Munhumutapa. Gli scavi archeologici sembrano mostrare che il sito non sia più stato utilizzato dopo il passaggio dei Rozvi. I Rozvi spostarono la capitale a Danamombe (Dhldhlo).
La città di Khami aveva sette aree costruite ed occupate dalla famiglia reale, più altre usate dai cittadini. Le rovine includono fortificazione su di una collina, circondata da un muro di pietra, ed una croce cristiana che si crede abbandonata in quel luogo da missionari contemporanei. Esistono alcune rovine anche sul fianco orientale del fiume Khami. Altre costruzioni erano adibite a stalla o a mura di cinta.
Scavi recenti (2000-2006) hanno mostrato che le mura della parte occidentale della collina erano decorate con scacchi, lische, corde e blocchi di pietra colorati.
La sua architettura fu un'innovazione per il Grande Zimbabwe, e si spanse ben oltre il complesso su cui era costruita. Il granito Matopan era difficile da estrarre e lavorare al fine di ottenere blocchi piatti necessari per la costruzione delle mura. Le pietre venivano ricavate da massi più grossi che, grazie alla loro struttura, si sfogliavano "a cipolla". Le pietre create in questo modo erano funzionali per la costruzione di piattaforme, ma non per erigere muri. La mancanza di colline piatte costrinse a modificare quelle esistenti spianandone la superficie con l'aggiunta di pietre e terreno.